# Llista de caravanserralls a l'Azerbaidjan
Aquesta és una llista de caravanserralls a l'Azerbaidjan.

## Llista de caravanserralls
| Imatge | Nom                                     | Estat                 | Època de construcció | Localització       |
| ------ | --------------------------------------- | --------------------- | -------------------- | ------------------ |
|        | Caravanserrall Bukhara                  | Xirvanxah             | Segle XV             | Icheri Sheher-Bakú |
|        | Caravanserrall Nizamaddin               | Imperi afxàrida       | Segle XVIII          | Icheri Sheher-Bakú |
|        | Caravanserrall de Gasim Bay             | Imperi safàvida       | Segle XVII           | Icheri Sheher-Bakú |
|        | Caravanserrall Multani                  | Il-kanat              | Segles XIV-XV        | Bakú               |
|        | Caravanserrall Eltakin                  | Ildegízida            | Segle XIII           | Khankendi          |
|        | Caravanserrall Shaki                    | Imperi safàvida       | Segle XVIII          | Shaki              |
|        | Caravanserrall Kichik                   | Xirvanxah             | Segle XV             | Bakú               |
|        | Caravanserrall Majid                    | Dinastia dels Sayyids | 898                  | Khankendi          |
|        | Caravanserrall Ugurlu Bay               | Imperi safàvida       | Segle XVII           | Gandja             |
|        | Caravanserrall Garghabazar              | Imperi safàvida       | Segle XVII           | Füzuli             |
|        | Caravanserrall Khanlig Mukhtar          | Kanat de Karabagh     | Segles XVII-XVIII    | Xuxa               |
|        | Caravanserrall d'Agha Gahraman Mirsiyab | Kanat de Karabagh     | Segle XVIII          | Shaki              |
|        | Caravanserrall Garachi                  | Imperi safàvida       | Segle XVI            | Apxeron            |